# Comuna Havârna, Botoșani
Havârna este o comună în județul Botoșani, Moldova, România, formată din satele Balinți, Galbeni, Gârbeni, Havârna (reședința), Niculcea și Tătărășeni. Are o suprafață totală de 9565 ha. Numele comunei este dat de un pârâiaș ce izvorăște de sub un deal aflat la 7–8 km de vatra satului reședință și care prezintă un curs intermitent.

## Localizare
Comuna Havârna este situată în partea de nord-est a județului Botoșani, în Câmpia Moldovei, la 23 km distanță de municipiul Dorohoi și 16 km distanță de Darabani. Este traversată de Râul Bașeu, pe care s-au amenajat iazuri și de DJ 293.

## Istoric

Havârna pe harta toponimică a Hudeștiului

Teritoriul comunei a fost locuit încă din Neolitic, facând parte din aria de răspîndire a culturii Cucuteni, urme ale acestei culturi fiind descoperite în raza satelor Havârna, Tătărășeni și Balinți, în locuri ca Valea Țiganului, Blezniuc, Ostrețe sau Bulgarie.
Din timpul stăpânirii romane, s-au găsit monezi de aur la locul numit Pod de piatră din 1964 sau Podul lui Ștefan, deși, știut este că pe aici nu au trecut romanii, însă populația a avut legături cu stăpânirea romană. Ele au fost depuse la Muzeul de istorie din Botoșani. Construcția unui baraj de acumulare pe pârâul Podriga însă, a măturat bătrânul și legendarul pod.
Dar nu numai marele Ștefan a trecut pe aici ci, probabil, și marele Mihai Viteazul sau căpeteniile sale, din moment ce lupta cu Ieremia Movilă, s-a dat la Verbia, nu departe de localitatea Havârna. Afirmația este întărită de faptul ca Petriceicu Vodă – urmaș al movileștilor - își avea la începutul secolului XVII crescătoria de vite pe valea Bașeului, la Tătărășeni, loc unde a mai fost decimată o oaste tătară, după cum spune cronicarul Miron Costin in „Letopisețul Țării Moldovei“. Tot aici au mai fost amintite și numele unor familii ca Misloschi sau Buhaschi.
Despre vremurile mai noi, adică mai apropiate de secolul XXI, de asemenea se pot spune multe: comuna a avut delegat la divanurile ad-hoc și a participat la Războiul de Independență din 1877. Țăranii păstrează cu sfințenie pământurile de la 1864, din timpul marii reforme agrare a lui Cuza.
Eusebiu Camilar relatează în romanul „Negura“, cum în refugiul din primăvara anului 1944, a fost cantonat cu armata în această comună.

## Demografie
Componența etnică a comunei Havârna
     Români (95,99%)
     Alte etnii (0,12%)
     Necunoscută (3,89%)
Componența confesională a comunei Havârna
     Ortodocși (86,43%)
     Baptiști (4,27%)
     Martori ai lui Iehova (1,84%)
     Adventiști (1,72%)
     Alte religii (1,67%)
     Necunoscută (4,08%)
Conform recensământului efectuat în 2021, populația comunei Havârna se ridică la 4.193 de locuitori, în scădere față de recensământul anterior din 2011, când fuseseră înregistrați 4.569 de locuitori. Majoritatea locuitorilor sunt români (95,99%), iar pentru 3,89% nu se cunoaște apartenența etnică. Din punct de vedere confesional, majoritatea locuitorilor sunt ortodocși (86,43%), cu minorități de baptiști (4,27%), martori ai lui Iehova (1,84%) și adventiști (1,72%), iar pentru 4,08% nu se cunoaște apartenența confesională.

## Politică și administrație
Comuna Havârna este administrată de un primar și un consiliu local compus din 13 consilieri. Primarul, Rodica Baltă[*], de la Partidul Social Democrat, este în funcție din octombrie 2020. Începând cu alegerile locale din 2024, consiliul local are următoarea componență pe partide politice:
|  | Partid                          | Consilieri | Componența Consiliului | Componența Consiliului | Componența Consiliului | Componența Consiliului | Componența Consiliului |
|  | ------------------------------- | ---------- | ---------------------- | ---------------------- | ---------------------- | ---------------------- | ---------------------- |
|  | Partidul Social Democrat        | 5          |                        |                        |                        |                        |                        |
|  | Partidul Național Liberal       | 5          |                        |                        |                        |                        |                        |
|  | Alianța pentru Unirea Românilor | 3          |                        |                        |                        |                        |                        |

## Personalități
- Petre Achițenie, pictor și profesor universitar. A zugrăvit împreună cu un grup de studenți biserica „Înălțarea Domnului“ din satul reședință și a restaurat picturile bisericii „Uspenia“ din Botoșani, lăcaș de cult unde a fost botezat Mihai Eminescu.
- Gerard Jităreanu, rector la Universitatea de Științele Vieții „Ion Ionescu de la Brad” din Iași, profesor universitar, inginer agronom